# ژان لکون

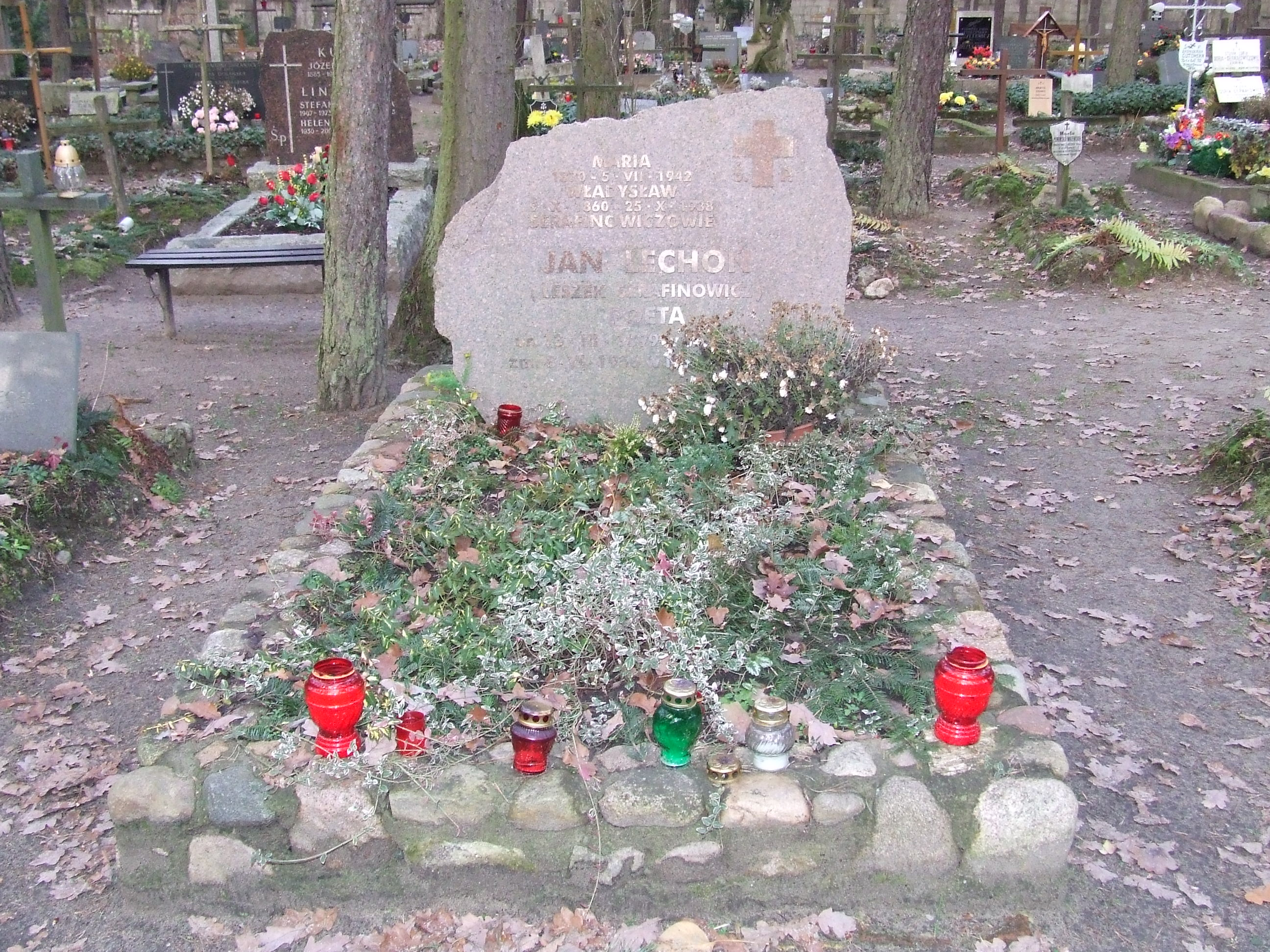

ژان لکون (انگلیسی: Jan Lechoń؛ ۱۳ مارس ۱۸۹۹ – ۸ ژوئن ۱۹۵۶) شاعر، دیپلمات و منتقد ادبی و تئاتر لهستانی زبان اهل ایالات متحده آمریکا بود.

## زندگینامه
وی در ۱۳ مارس ۱۸۹۹ در ورشو به دنیا آمد  وی به علت اختلال افسردگی عمده در ۸ ژوئن ۱۹۵۶ در ۵۷ در با پریدن از طبقه بیستم هتل هادسن نیویورک سیتی اقدام خودکشی نمود.